# Алберто Тарантини
Алберто Сезар Тарантини (рођен 3. децембра 1955) бивши је аргентински фудбалер који је играо у одбрани. Освојио је Светско првенство 1978. са фудбалском репрезентацијом Аргентине. Играо је као одбрамбени леви бек почетком каријере, а касније и као крилни бек.

## Каријера
Рођен у Езеизи, Тарантини је прошао све омладинске секције Боке Јуниорс раних 1970-их, а запажен је по афро фризури и великим предњим зубима, који су му стекли надимак конејо ("зец").
Године 1977. са Боком јуниорс победио је на свом првом међународном клупском фудбалском такмичењу и једном од најпрестижнијих светских турнира и најпрестижнијем клупском такмичењу у латиноамеричком фудбалу - Kопа Либертадорес. Тада је Бока освојила трофеј после победе над Крузеиром 5:4 на пенале (0:0 у регуларном делу утакмице). Меч је одржан на Сентенарију у Монтевидеу, 14. септембра 1977.
Тарантини је био део репрезентације Аргентине до 23 године која је победила на турниру у Тулону 1975. године, заједно са Хорхеом Валданом, Америком Галегом и другима, и Цезаром Менотијем као тренером. Постао је леви бек аргентинске фудбалске репрезентације након што је Хорхе Караскоса напустио тим. Такође, са 22 године је био најмлађи играч тог тима.